# Mallota colombii
Mallota colombii är en tvåvingeart som beskrevs av Macquart 1850. Mallota colombii ingår i släktet hålblomflugor, och familjen blomflugor. Inga underarter finns listade i Catalogue of Life.